# Cyrano de Bergerac (film, 1925)
Pour les articles homonymes, voir Cyrano de Bergerac.

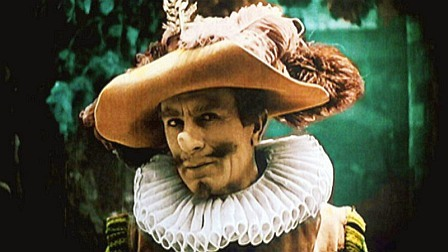
Cyrano de Bergerac interprété par Pierre Magnier

Cyrano de Bergerac est un film franco-italien réalisé par Augusto Genina en 1922 d'après l'œuvre éponyme d'Edmond Rostand. Il est sorti en France en 1923-1924 et aux États-Unis en 1925.
C'est à 30 ans, en 1922, que Genina entreprend le tournage de Cyrano, aidé de son cousin Mario Camerini (Guerre et Paix de King Vidor).
La caractéristique de ce film muet réside dans la colorisation au pochoir qui donne une grande poésie à l'ensemble.

## Synopsis
À Paris, au dix-septième siècle, Cyrano de Bergerac, fort susceptible et excellent escrimeur, est un poète et un soldat, amoureux de Roxanne. La courtisant par procuration, la jeune femme réalise enfin les sentiments de Cyrano au moment où ce dernier meurt glorieusement.

## Distribution
- Pierre Magnier
- Linda Moglie
- Alex Bernard
- Angelo Ferrari